# Allan F. Packer
Allan Forrest Packer (ur. 7 lipca 1948 w Brigham City) – amerykański przywódca religijny, przedsiębiorca i misjonarz, siedemdziesiąty Kościoła Jezusa Chrystusa Świętych w Dniach Ostatnich (2008-2018). Potomek rodziny mormońskich pionierów, syn Boyda K. Packera. Misję odbył w Ameryce Południowej. Absolwent Uniwersytetu Brighama Younga, studia ukończył w 1973. Zawodowo związany z Boeingem, Eaton-Kenway czy Auto Soft. Zasiadał we władzach kilku przedsiębiorstw, w tym MyFamily.com. Zaangażowany w działalność misyjną Kościoła, jako prezydent misji mormońskiej w Maladze i przedstawiciel terenowy departamentu misyjnego. Poparty jako wchodzący w skład władz naczelnych siedemdziesiąty (2008), był pierwszym doradcą w prezydium obszaru obejmującego południową część Ameryki Południowej (od 2016). W 2018 przeniesiony na emeryturę. Jako członek władz naczelnych przemawiał podczas Konferencji Generalnej, w tym w 2009 i 2014. Podkreślał znaczenie pracy świątynnej i prowadzonych w związku z nią badań genealogicznych. Zastępca dyrektora wykonawczego departamentu historii rodziny Kościoła, następnie dyrektor wykonawczy tego departamentu. Jego powołanie na siedemdziesiątego było krytykowane jako przykład nepotyzmu w szeregach władz kościelnych.

## Życiorys

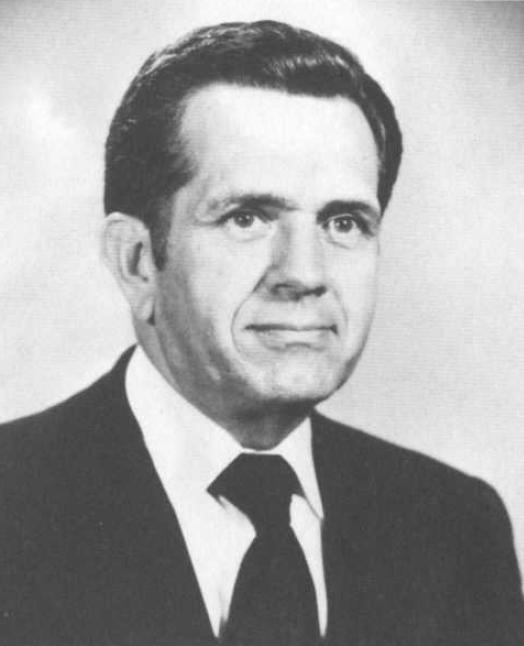
Boyd K. Packer, członek Kworum Dwunastu Apostołów, ojciec Allana

### Pochodzenie i rodzina
Jest potomkiem mormońskich pionierów, tak ze strony ojca, jak i matki. Związki rodzinne Packera z Brigham City sięgają początków kolonizacji Utah. Jonathan Taylor Packer, jego prapradziadek ze strony ojca, znajdował się w drugiej grupie migrantów przybyłej do kotliny Wielkiego Jeziora Słonego w 1847. W Brigham City osiadł w 1860. Prababcia Packera ze strony ojca z kolei, Christina Sundby Packer, prowadziła miejski sklep spółdzielczy. Pradziadek ze strony matki, Rasmus Julius Smith, znajdował się w grupie duńskich migrantów, którzy do kotliny Jeziora Słonego dotarli w 1854. Pracował chociażby przy wznoszeniu świątyni Logan.
Urodził się w Brigham City w stanie Utah jako syn Boyda Kennetha oraz Donny Edith Smith Packer. Jego ojciec przez wiele lat posługiwał na najwyższych szczeblach mormońskiej hierarchii, co rodzinę Allana wiązało ściśle ze strukturami Kościoła. Od września 1961 był mianowicie asystentem przy Kworum Dwunastu Apostołów. W kwietniu 1970 został poparty jako członek tego samego gremium. 5 czerwca 1994 został tymczasowym przewodniczącym Kworum, 3 lutego 2008 natomiast jego stałym przewodniczącym. Tę ostatnią funkcję pełnił aż do śmierci 3 lipca 2015. Podobnie jak pozostali mężczyźni zasiadający w Kworum Dwunastu Apostołów uznawany był za proroka, widzącego i objawiciela. Allan wychował się w wielodzietnej rodzinie, ma dziewięcioro rodzeństwa.

### Wykształcenie, aktywność zawodowa i społeczna
Podjął studia z zakresu inżynierii elektronicznej na Uniwersytecie Brighama Younga (BYU), ukończył je w 1973. Jego kariera biznesowa obejmowała pracę dla przedsiębiorstw takich jak Boeing, Eaton-Kenway czy Auto Soft. Zasiadał we władzach O.C. Tanner, MyFamily.com oraz iLumin.
Aktywny w ruchu skautowym, zajmował różne stanowiska w strukturach Boy Scouts of America w regionie Wielkiego Jeziora Słonego. Otrzymał Silver Beaver Award. Przewodniczył również Little Cottonwood Creek Community Council.

### Posługa w Kościele
Posługiwał w rozmaitych powołaniach w ramach macierzystej wspólnoty religijnej. Misję, w kulturze mormońskiej tradycyjnie podejmowaną wówczas przez młodych mężczyzn, odbył w misji andyjskiej. Obejmowała ona wówczas Peru, Ekwador i Kolumbię. W maju 1970 został włączony do rady biskupiej jednego z okręgów na BYU. Wkrótce potem wyświęcono go na wyższego kapłana. Służył następnie jako wyższy doradca, biskup, doradca w prezydium palika, wreszcie jako prezydent misji mormońskiej z siedzibą w Maladze. Zasiadał w radzie naczelnej afiliowanej przy Kościele Organizacji Młodych Mężczyzn. Zatrudniony był także w departamencie misyjnym Kościoła, jako jego przedstawiciel w terenie.

### We władzach naczelnych

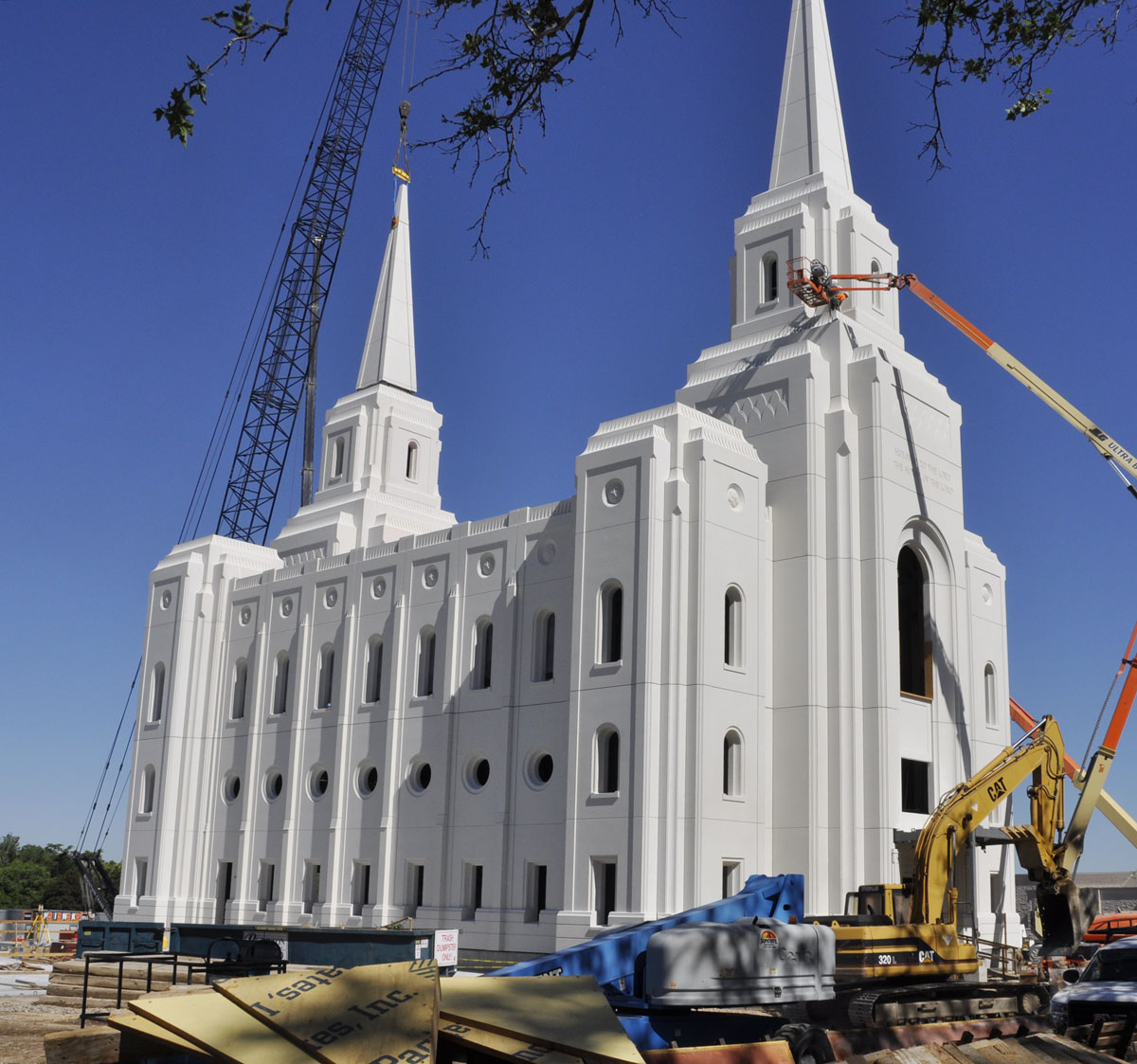
Świątynia mormońska w Brigham City, rodzinnej miejscowości Allana F. Packera

5 kwietnia 2008 poparty jako siedemdziesiąty wchodzący w skład władz naczelnych Kościoła. Tym samym, zgodnie z wersetem dwudziestym piątym 107. rozdziału Nauk i Przymierzy uznawany był za szczególnego świadka. Do jego zadań należało, zgodnie z wersetami trzydziestym czwartym oraz trzydziestym ósmym tegoż samego rozdziału, wspomaganie Kworum Dwunastu Apostołów w budowaniu Kościoła i regulowaniu wszystkich jego spraw.
Siedemdziesiątym  wchodzącym w skład władz naczelnych Kościoła był do 6 października 2018, po czym otrzymał tytuł członka władz naczelnych emeryta. Jako członek władz naczelnych zasiadał między innymi w prezydium obszaru nadzorującego południową część Ameryki Południowej, będąc pierwszym doradcą (od 2016). Był też dyrektorem wykonawczym departamentu historii rodziny, wcześniej pełniąc funkcję zastępcy dyrektora wykonawczego tego samego departamentu. Jego powołanie na siedemdziesiątego było wspominane w kontekście kwestii nepotyzmu w szeregach władz kościelnych.
Jako członek władz naczelnych przemawiał podczas Konferencji Generalnej, dwukrotnie podczas konferencji, na której wysłuchiwano również przemówienia jego ojca (w kwietniu 2009 oraz w październiku 2014). Podobne, rodzinne wystąpienia pojawiają się w kulturze świętych w dniach ostatnich dosyć regularnie. Podkreślał znaczenie pracy świątynnej, zwłaszcza zaś prowadzonych w związku z nią badań genealogicznych. Przypominał jednocześnie, że praca nad historią rodziny nie ogranicza się wyłącznie do dokumentowania swego rodowodu. Powinna być postrzegana jako integralna część indywidualnej praktyki religijnej wiernego, na równi z uczestnictwem w spotkaniach sakramentalnych, modlitwą czy studiowaniem pism świętych. Odwołując się do Nauk i Przymierzy wzywał do aktywniejszego odszukiwania i przedkładania nazwisk przodków, by można było wykonać na ich rzecz obrzędy świątynne. Łączony z tym wysiłek wiązał bezpośrednio z wywyższeniem, docelowym punktem całego mormońskiego doświadczenia religijnego. 
Podczas wystąpienia na dorocznej konferencji poświęconej genealogii oraz historii rodziny z 2013 obszernie omawiał rozmaite korzyści wypływające z pracy genealogicznej. Odwoływał się w nim do czynników natury doktrynalnej, osobistej, wreszcie do obecnego w studiowaniu rodowodów aspektu powiązanego z budowaniem koherentnego społeczeństwa. W przemówieniu do studentów BYU z 2016 wzywał do pełnego wykorzystania życia w śmiertelnym ciele, do zdobycia umiejętności, mądrości, odwagi i pewności. Łączył wykorzystanie indywidualnego potencjału z boską naturą każdego wiernego, jak również z literalnym ojcostwem Boga w stosunku do ludzkości.

### Życie prywatne
1 czerwca 1970 w świątyni Salt Lake poślubił Terri Anne Bennett. Para doczekała się ośmiorga dzieci oraz dziewiętnaściorga wnuków.